# 史蒂夫·賈維
史蒂芬·派翠克·賈維（英語：Steven Patrick Garvey，1948年12月22日—），綽號「乾淨先生」，為美國職棒大聯盟的一壘手。賈維在1974年拿下國聯MVP，並兩度拿下聯盟冠軍賽MVP。他生涯入選過10次明星賽，且兩度拿下明星賽MVP。而他也是國聯目前最多連續出賽的紀錄保持人，紀錄是1207場比賽，此紀錄在大聯盟名列第四多。
賈維以共和黨籍參選2024年加利福尼亞州聯邦參議員選舉並成功通過初選, 與民主黨籍的聯邦眾議員亞當·希夫對決。

## 職業生涯

### 洛杉磯道奇
賈維在1968年大聯盟選秀第一輪被道奇隊選中，而他在1969年9月1日便以20歲之齡登上大聯盟。他在9月10日敲出大聯盟首安，而他的大聯盟首轟一直到隔年7月21日才敲出。1973年，由於球隊一壘手Wes Parker退休，因此賈維補上空缺成為新任一壘手。
1974年，賈維罕見的以海選方式入選明星賽，他也在這年拿下國聯MVP。
1978年國家聯盟冠軍賽，賈維敲出4轟與5支安打，拿下系列賽的MVP。他在道奇隊時期一共入選8次明星賽，2次拿下明星賽MVP。1981年獲選羅伯托·克萊門特獎得主，1974年至1977年間都拿下金手套獎。

### 聖地牙哥教士
1982年12月，教士隊與賈維簽下5年660萬美元的合約，這個合約也讓教士隊老闆獲得極高的評價。
賈維在教士隊的第一年就打破了國聯球員最多連續出賽的紀錄，而且他還是在道奇隊主場打破此紀錄。這年他出賽100場比賽，打擊率2成94，並敲出14轟與59分打點。
1984年，賈維順利帶領教士隊打進季後賽。他又成功拿下聯盟冠軍賽MVP，最後教士成功擊敗小熊首闖世界大賽。當時賈維還從小熊終結者李·史密斯手中敲出再見全壘打，可惜最後教士隊在世界大賽只拿下1勝，無緣奪下隊史首冠。
1987年5月23日，賈維上場代打擊出飛球出局，並宣布正式退休。

## 紀念

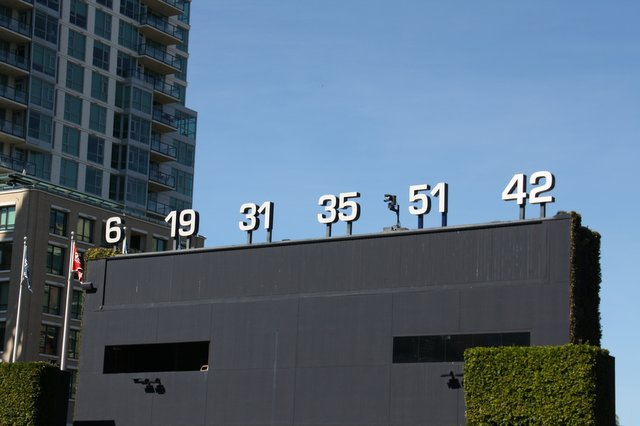
教士隊退休賈維的6號球衣，並將其放置在主場沛可球場上方

1975年9月3日到1983年7月29日，賈維完全沒有缺席任何一場比賽。後來因為他在比賽中撞傷拇指導致連續出賽紀錄中斷。
1988年4月16日，教士隊將賈維的6號球衣永久退休。他也入選密西根州立大學名人堂。
1984年球季，賈維曾締造出賽150場比賽無失誤的紀錄。1993年，他在名人堂票選拿下個人票選最高得票率(42.6%)，不過仍無法入選名人堂。

## 個人生活
賈維在1971年跟電視名人Cyndy Garvey結婚，兩人育有2女，不過最後他們在1983年離婚。後來賈維在1989年再婚，兩人育有2子1女。

## 外部連結
- 球員資訊和成績在MLB，ESPN ，Retrosheet ，Baseball Reference ，Baseball Reference (Minors) ，Fangraphs ，The Baseball Cube （英文）
- 史蒂夫·賈維在台灣棒球維基館上的頁面（繁體中文）

| 前任： 喬·摩根 | 國聯單月表現最佳球員 1976年9月 | 繼任： Ron Cey |